# 財前五郎
財前 五郎（ざいぜん ごろう）は、山崎豊子の小説『白い巨塔』に登場する架空の人物。

## 概要
同作の主人公。浪速大学医学部医学科卒業、浪速大学大学院医学研究科博士課程修了、医学博士。浪速大学病院第一外科助教授、後に第一外科教授。身長5尺6寸（約170cm）、筋肉質の体格の人物。
傲慢で上昇志向が強いが、助教授時代から大学での臨床講義を熱心に行い、胃の縫合法である「財前式縫合」を考案するなど、医学者としても情熱を持っていた。だが、教授になった後、縦割り意識に捉われて里見脩二らの忠告に耳を傾けなかったために佐々木庸平を死なせてしまい、医療裁判に巻き込まれる。さらに学術会議会員選挙などの雑事に忙殺される中で医局員を票のための手駒扱いし、裏切った者を容赦なく切り捨てるなど次第に人間味を失っていく。
控訴審敗訴後は、最高裁での勝訴を誓うと共に、鵜飼を抜いて医学界の頂点に立ってやろうという野心まで抱くようになったが、志半ばでの病により挫折と苦悩、絶望のうちに死を迎えた。
いつ如何なる時も手術の基本を忘れないように時折、鼻歌まじりに手術のイメージトレーニングを行う。原作では良き家庭人としても描写されているが、映像版では1978年版以外、全てカットされている。また原作での続編に描かれた、金沢での癌学会参加やそれに続く黒部観光の場面も、映像版では再現されていない。
名前の由来は、財前は『女系家族（映画版）』のプロデューサーであった財前定生から。五郎は苗字の字画が多いためにすっきりしたものをという理由から決定した。

## 人物

### 家族
岡山県和気郡生まれ。実母は黒川きぬ。小学生の時に小学校教諭をしていた父に死なれ、母の内職と父の遺してくれた財産で高等学校まで進み、篤志家である郷里の医師、村井清恵の支援で浪速大学医学部に入学（2003年版では、岡山県立和気高等学校を卒業、浪速大学大学院医学研究科博士課程修了となっている）。
苦学生ながら奨学金を得て猛勉強を重ね、恩人・村井の知己で、五郎の実力を高く評価した大阪医師会の実力者・財前又一の娘・杏子の婿に迎えられ財前五郎となってからは、財前産婦人科医院という強力なスポンサーと実力で助教授にまで上りつめる。杏子との間に二男（一夫、富士夫）がおり、息子たちには愛情を注いでいる。また、有給助手となって以降、貴重な給料を割いて故郷の母・きぬへ、彼女が亡くなるまで仕送りを続けた。
愛人であるバー・アラジンのホステス・花森ケイ子は女子医大中退であり、財前が心を許せる数少ない相手のひとりである。大学時代からの同期生である里見脩二とは、進む道も考え方もまったく対照的であるが、お互いよきライバルとして、またよき理解者として接している。

### 経歴
(※　以下は、2003年版による)
学歴
- 1982年3月　県立和気高等学校　卒業
- 1982年4月　浪速大学医学部　入学
- 1988年3月　浪速大学医学部　卒業
- 1988年4月　浪速大学大学院医学研究科外科系専攻博士課程　入学
- 1991年3月　浪速大学大学院医学研究科外科系専攻博士課程　卒業  (医学博士)

職歴
- 1988年4月　浪速大学医学部　第一外科　研修医
- 1990年4月　浪速大学医学部　第一外科　助手
- 1992年2月　英国立ヘバーソン大学病院　留学
- 1993年1月　浪速大学医学部　第一外科　講師
- 1995年4月　浪速大学医学部　第一外科　助教授

### 教授選
食道噴門癌を専攻し、食道・胃吻合術を得意とする財前は「食道外科の若き権威者」と評され、手術の腕前は師である教授東貞蔵の腕を遥かに凌ぐとされた。その実力から、財前は周囲から次期教授就任を確実視されていたが、野心家であくの強い財前が、しばしば東教授を差し置いてのスタンドプレーを行った事などが、東の矜持を逆撫でする。
財前の存在を不快に感じた東は、退官後の自分の影響力低下を危惧する思いなどから、母校・東都大学外科教授の船尾徹に候補者の推薦を依頼、財前排除を図る動きを見せるようになる。これにより船尾の弟子にして心臓外科の大家である、東の長女・佐枝子の配偶者に期待された菊川昇が候補となり、財前を快く思わない整形外科の野坂教授も財前の前任者・葛西博司を次期教授に推し、これらが財前への刺客として送り込まれる事になる。
財前の教授就任のため、義父・又一を中心とする後援者たちは凄まじい政治工作を展開、医局員の行き過ぎた妨害作戦や病理学教授・大河内への懐柔行為などが裏目に出るなどもしたが、財前は僅差で教授選挙に勝利、念願の教授の椅子を手に入れる。

### 医療裁判・学術会議選
ところが、自らが執刀した噴門癌患者の佐々木庸平が執刀後の訪独中に死亡。診察時の不誠実な対応と術後に診察すらしなかった事で遺族から医療訴訟を起こされたが、一審では勝訴する。
その傍らで、鵜飼医学部長の勧めで日本学術会議選挙に立候補し、当選を果たす。
しかし、不正や偽証を強要した柳原弘と江川が真相を証言した事が決定打となり、医療訴訟の控訴審で逆転敗訴。「自らの腕前を過信して注意義務を怠った」「国立大学の教授という立場に鑑み厳しく責任を問う」という当時ではかなり最先端であるインフォームド・コンセントに触れた判決内容に激怒し、マスコミに「こんな判決がまかり通れば日本の医学界は診療せざるに如かず、為さざるに如かずの萎縮医療に陥ってしまう、最高裁に上告だ!」と叫んだ直後に脳貧血を起こして倒れる。

### 財前の最期
翌日、最高裁へ上告した後に行った検査の結果、財前の体は胃角部の胃癌（2003年版では肺癌、2019年版では膵臓癌）に蝕まれており、財前には別の患者のX線写真を渡して胃潰瘍だと説明された。しかし、金井が早い入院・手術を勧めた事と、臨床医としての経験から胃癌と胃潰瘍の併発を疑い、翌日休養をとって密かに里見の検査を受ける。結果は財前の予想通りだったが、里見も真実を隠して胃潰瘍と説明する。財前の意思を知った里見の懇願により、師である東貞蔵執刀の下、手術が行われたが、すでに肝臓にまで転移し手術不能の状態で、わずか20分で何もせずに縫合された。そして里見の懇願により5-FUの投与が決定される。
手術直後から財前には食欲不振などの症状が出ていたが、術後1週間目からの5-FUの投与により一旦は症状が改善される。だが、緘口令が敷かれる中で財前の病状は次第に進行し、術後3週間目になって食欲不振がぶり返し、5-FUの副作用の下痢が出た事と、肝転移による黄疸が出た事などによって財前の疑念は確信に変わった。金井を激しく問い詰めたが嘘を重ねるだけだったため、「もういい!」と追い返す。もはや部下でさえ信用できなくなった財前は里見を呼び自らの病について問いただすが答えてもらえなかった。それに対し、「癌専門医の僕が自分の病状の真実を知らずにいるのはあまりに残酷だ」と哀訴するように訴え、本物のカルテ等を見せてくれるよう鵜飼医学部長らに頼んでほしい旨、里見に依頼する。里見は対応を協議していた鵜飼達に、財前が真実を知った事を伝えたが、財前の元には戻らなかったため、これが二人の最後の会話となった。
「病状を知られれば、ショックで死期が早まる」と鵜飼が危惧していた通り、里見との会話の翌日から財前の症状は悪化し、腹痛と脊髄リンパ腺への転移による激痛にのたうちながらもうめき声を上げず必死に耐えるなど、癌専門医としての矜持を保とうとした。見かねた又一の懇願を受けて金井らはモルヒネと硬膜外麻酔により痛みを抑え、交代で泊まり込みの看病を行ったが、流動食さえ口に出来なくなった財前は急激にやせ衰えていった。そして手術からちょうど1カ月後に肝性昏睡によりうわ言を口にする。駆け付けた東、里見らが立ち会う中、過去の出来事の情景、自分を裏切った柳原への憎悪、そして佐々木庸平の術後の往診に行かなかった事を後悔する言葉を残して死去。

#### 1978年版
控訴審敗訴直後に倒れた際には、介抱して胃のX線検査が必要だと告げた里見の手を振り払い、「君の指図は、受けん」と言って失神してしまう（この場面は2003年版にも取り入れられている）。
裁判の上告及び手術後の病状進行の描写は割愛され、黄疸発覚後に「教授命令だ、カルテを出せ!」と自らのカルテを婦長の制止を振り切って探すが偽物と確信。財前に涙ながらに哀訴された里見は真実を語らなかったものの、全てを悟った財前は里見に向かって自分の過ちを認め、「君と僕は、同じ教室で学んだ友達じゃないか」と言った里見の手を取り悔恨の涙を流した。
その後の死に至る病状悪化も割愛されている。最後に発した「母さん」は演じた田宮二郎のアドリブ。

#### 1990年版
原作に準じているが、鵜飼を追い出す場面は省略されている。

#### 2003年版
鵜飼学長らから財前に初期の肺癌である事を告知したが、これは当時のCT検査では胸膜に広がる播種の発見が困難な状況であり、手術してからステージIVと判明したが、その事実は又一の懇願やそれを聞き入れた鵜飼が緘口令を敷いた事もあって財前には隠された。
しかし、抗癌剤の投与、たまたま手鏡に写った自分の顔から目が黄疸な事に疑問を抱き、そして、右手に物を掴めないほどの痺れが生じた事で自ら脳転移に気付く。その夜、里見が勤務する千成病院へ向かい、彼による単独診察の末、ステージIVにまで癌が進行し、余命3ヶ月である事を告げられている。全てを水に流して自分を助けようとする里見の申し出を断りつつ心からの感謝を述べた直後、「僕に不安はないよ。ただ、無念だ!」と涙ながらに本心を明かした。
数日後、関係を知っていた杏子に勧められて見舞いに訪れたケイ子と屋上へ行き「僕は里見のように患者と向き合わなかったかもしれない。だが、常に真剣にやってきた。多少手段を選ばなかったかもしれないが、それが本当に責められる事なのか?」と心境を吐露した。そして、立って抱き締め合った直後倒れ、危篤に陥る。
最期は、東や又一、杏子らが病室から退室し、里見1人が残る。そして亡き佐々木にがんセンターへの転院を勧め、「転移ではない…、僕しかいないんだ…。世界は…、代わりの人間が…。2人で…2人で…、里見…」と呟き、里見に看取られて死去。

#### 2019年版
控訴審で逆転敗訴した財前はショックのあまり法廷を飛び出し、裁判所の出入口でマスコミに囲まれ、「辞任など論外だ」「カルテを改ざんしたのは柳原だ」などと言い出すが突然倒れてしまう。CTスキャンの結果、財前は膵臓癌に侵され、既にステージIVaの状態まで進行していた。これにより、世界外科連盟理事選挙への立候補は取りやめとなった。
鵜飼の口から、まず杏子と又一にこの事実が告げられる。杏子は財前への告知を待ってほしいと鵜飼に涙ながら求め、鵜飼は病院内に緘口令を敷くよう金井達に命じる。これによって財前は、浪速大学の医師たちから何も告げられなかったため自分の症状を疑問に思い、単身関西がんセンター先端医療研究所の医師になった里見を訪ね、本当の病名を教えて欲しいと頼み込み、初めて自分が膵臓癌である事を知る。
財前は里見に、手術を東に行ってもらうように頼み込む。東はこれを受け入れ執刀するが、既に財前の膵臓癌は腹膜播種を起こして手遅れの状態であったため、何もせず縫合された。術後の財前は病室の時計から推測した手術時間の短さからその事を理解しており、東も腹膜播種で執刀を断念した事を認め、自分の死が近い事を悟る。その中で執刀医が診察に来てくれる安心感を痛感するなど、忘れかけていた穏やかな心を取り戻していく。
医師として何もせずただ死を待つ事に耐えられず、リスクを承知で抗がん剤治療を早める事を里見に提案するなど最後まで生きる術を模索していたが、里見に准教授時代からのもう一つの居場所であった大学病院の屋上に連れて行ってもらい、そこで実家の実母である黒川キヌに電話し、「相変わらず仕事が忙しいが、もう少ししたら楽になれると思う」と口にしている。これが、生涯最後の母と息子の会話であった。
その夜、財前は膵臓癌に起因する出血性の脳梗塞を併発。うわ言を口にしながら「ああ…これが、死か…」と呟き、午前3時39分に里見、東、杏子、又一、鵜飼らに看取られて死去。

### 手紙
枕の下から財前が残した最高裁への上告理由書および大河内教授への自身の癌所見書が見つけられた。2019年版では大学病院の屋上で財前自身の手で里見に渡された。
1978年版と2019年版では上告については一切触れられず、医師としての良心に目覚めた財前が里見へあてた感謝のみで、2003年版では上告理由書並びに前二者を折衷した内容になっていた。
1990年版では原作通り、大河内教授宛に自身の癌に対する所見のみを記し、病理解剖を依頼する旨を記載している。
これらの手紙に共通する文面は、「癌治療の第一線にあるものが早期発見出来ず、手術不能の癌で死す事を心より恥じる」という財前の無念さが滲んだ言葉であった（原作では癌所見書の最後に記されている）。2003年版は、この文で手紙は締めくくられている。
1978年版は「それ以上に、医学者としての道を踏み外していた事が、恥ずかしくてならん。しかし、君という友人のおかげで、死に際して反省ができた事はせめてもの喜びだ」と地位や名声に囚われていた自分を悔やむ言葉も綴られ、手紙の最後は「君（里見）の友情を、改めて感謝します」で締めくくられている。
2003年版は、「これからの癌治療の飛躍は、手術以外の治療法の発展にかかっている。 僕は、君がその一翼を担える数少ない医師であると信じている。」と里見の癌治療への貢献を願う内容が綴られている。また、病理解剖ののちに、自身の屍を里見の研究材料として役立てるよう要請している。
2019年版は、「癌治療の第一線にあるものが早期発見出来ず、手術不能の癌で死す事を心より恥じ、浪速大学病院第一外科の名誉を傷つけてしまった事を、深くお詫び申し上げます」となっており、その前には「難治性癌である膵臓癌の治療開発を、里見先生と自らの手で成しえなかったことは痛恨」という、財前の無念さが綴られている。手紙の最後の文は、「里見、ありがとう…。いつかまた、きっと」と里見への感謝を述べる文章で締めくくられている。
手紙の文面は、2003年版は唐沢、2019年版は岡田により語られるが、1978年版は田宮による語りは途中までで、後半は里見役の山本學が声を出して読んでいる。
ちなみに、原作では「大学教授が在職中に死亡した場合は、大学病院内で病理解剖を行うのが不文律となっている」と記述されているが、1978年版・1990年版・2003年版のテレビドラマでは共に、手紙の中で大河内教授による病理解剖を依頼する旨に変更されている。

## 演じた俳優
- 田宮二郎（1965年 - 1966年・ラジオドラマ、1966年・映画、1978年 - 1979年・テレビドラマ）
- 佐藤慶（1967年・テレビドラマ）
- 村上弘明（1990年・テレビドラマ）
- 唐沢寿明（2003年 - 2004年・テレビドラマ）
- 岡田准一（2019年・テレビドラマ）